# Печи (Черниговская область)
Пе́чи (укр. Печі) – село, расположенное на территории Борзнянского района Черниговской области (Украина) на правом берегу реки Остёр. Расположено в 32 км на юго-запад от райцентра Борзны. Население — 577 чел. (на 2006 г.). Адрес совета: 16462, Черниговская обл., Борзнянский р-он, село Печи, ул.П.Коммуны,16 , тел. 2-83-42.